# کومارنو-کولونگا
کومارنو-کولونگا (به لهستانی:  Komarno-Kolonia) یک روستا در لهستان است که در گمینا کونستانتنوو واقع شده‌است.